# Droga krajowa nr 63 (Węgry)

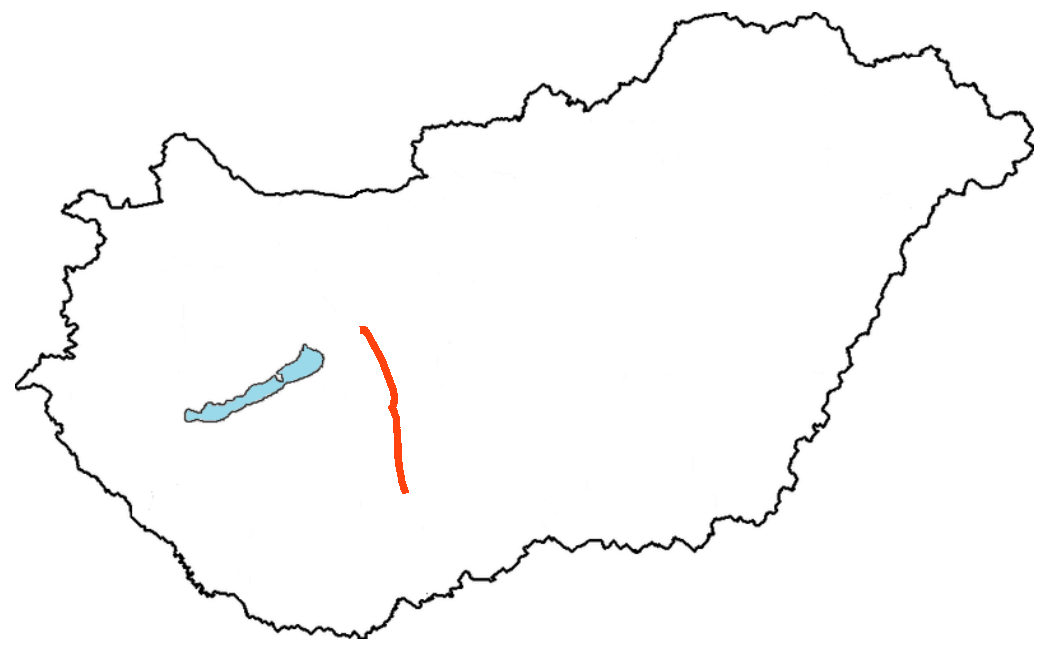
Droga krajowa nr 63

Droga krajowa nr 63 (węg. 63-as főút) – droga krajowa w komitatach Tolna i Fejér w zachodnich Węgrzech. Długość - 91 km. Przebieg: 
- Szekszárd – skrzyżowanie z 6
- Cece – skrzyżowanie z 61
- Sárbogárd
- Székesfehérvár – skrzyżowanie z M7 i z 8